# Бент, Джордж
Джордж Бент (англ. George Bent; 7 июля 1843 — 19 мая 1918) — метис англо-индейского происхождения, был сыном Женщины-Совы, дочери вождя шайеннов, и англоамериканца Уильяма Бента, основателя торгового поста на территории современного американского штата Колорадо. Участник Гражданской войны и Индейских войн. Находился в лагере южных шайеннов у реки Сэнд-Крик во время нападения американских регулярных войск и добровольцев под командованием полковника Джона Чивингтона. После окончания Индейских войн работал на правительство Соединённых Штатов в качестве переводчика. В непростые для многих коренных американцев послевоенные годы Бент чувствовал себя чужаком как для южных шайеннов, так и для евроамериканцев из-за своего смешанного происхождения. Некоторые шайенны обвиняли его в потерях общинных земель, понесённых племенем, когда оно было вынуждено согласиться и разделить территорию резервации на индивидуальные участки в соответствии с актом Дауэса.
Так как Бент знал шайеннский и английский языки, в начале XX века он стал важным информатором для антропологов Джеймса Муни и Джорджа Бёрда Гриннелла, изучающих и записывающих культуру шайеннов, а также писателей Стэнли Вестала и Джорджа Хайда.

## Биография

### Ранние годы
Джордж Бент родился 7 июля 1843 года в форте Бент, который принадлежал его отцу Уильяму Бенту, известному торговцу пушниной на Диком Западе. Его мать, Женщина-Сова, была дочерью вождя шайеннов и происходила из известной семьи. Его дедом по материнской линии был Белый Гром, хранитель Священных Стрел, одной из двух главных святынь шайеннов, он был важным духовным лидером своего народа. Бент и его братья и сёстры выросли, говоря дома на шайеннском и английском языках. Он многое узнал о культуре шайеннов от своей матери и её семьи, и считался членом племени, получив имя Хомиайк (Бобр). Когда Женщина-Сова умерла при родах, его отец последовал обычаям шайеннов и женился на её сестре, Жёлтой Женщине.
Когда Джорджу исполнилось 10 лет, отец отправил его в город Уэстпорт, штат Миссури, в епископальную школу-интернат для европейско-американского образования. В 1857 году, после завершения начального образования, он был отправлен в Сент-Луис и продолжил обучение в колледже Уэбстер для мальчиков.

### Гражданская война
С началом Гражданской войны Бент поступил на службу в армию Конфедеративных Штатов Америки в гвардию штата Миссури. Он участвовал в сражении при Уилсонс-Крик близ Спрингфилда, штат Миссури, 10 августа 1861 года; и в Первой битве при Лексингтоне, 20 сентября 1861 года; в обоих сражениях победу одержали конфедераты. Будучи членом 1-го кавалерийского полка Миссури, он сражался в битве при Пи-Ридж на северо-западе Арканзаса с 6-го по 8-е марта 1862 года, в которой победили северяне. Когда кавалерия Миссури была преобразована в пехоту, Бент присоединился к батарее Ландиса из Миссурийской лёгкой артиллерии, относящейся к дивизии генерала Стерлинга Прайса. Его артиллерийское подразделение участвовало в осаде и отступлении из Коринфа, штат Миссисипи, где прикрывало отход 66 000 солдат Конфедерации под командованием генерала Пьера Гюстава Борегара.
30 августа 1862 года Бент был схвачен северянами вместе с 200 другими конфедератами близ Мемфиса и отправлен в военную тюрьму Гратиот в Сент-Луисе. Спустя шесть суток ему было разрешено принести присягу на верность Союзу и стать свободным. Его опекун Роберт Кэмпбелл, известный горожанин Сент-Луиса, посодействовал его освобождению. Бент вернулся на ранчо своего отца в Колорадо, но позднее, в апреле 1863 года, переехал жить к своим родственникам по материнской линии, южным шайеннам. С этого времени Бент жил среди народа своей матери и отождествлял себя с ним.

### Шайеннские войны
Он поселился с группой Чёрного Котла. Живя с южными шайеннами, Бент присоединился к военному обществу Скребков Из Лосиного Рога, принимая участие в рейдах против традиционных врагов племени — ютов, хикарилья, пауни, канза, осейджей и ото. Летом 1863 года он участвовал в своём первом сражении в качестве воина шайеннов, в жестоком столкновении с группой делаваров на реке Соломон-Форк. В следующем году Бент принял участие в нескольких стычках между шайеннами и американскими солдатами.
29 ноября 1864 года Бент находился в лагере южных шайеннов и южных арапахо на Сэнд-Крик, примерно в 56 км к северу от города Ламара, Территория Колорадо. Шайенны и арапахо начали мирные переговоры с американскими военными и полагали, что находятся под защитой армии США, но полковник Джон Чивингтон, и его отряд из 700 добровольцев из Колорадо, напали на индейский лагерь. Были убиты 163 индейца, в основном женщины и дети, многие были ранены. Брат Джорджа Чарльз был тяжело ранен, но смог выжить.
Сам Бент оказался среди индейцев, которые бежали вверх по течению и нашли убежище в песочных ямах, вырытых в русле ручья под высоким берегом. Позднее он писал: 

Это селение Чёрного Котла было мирным. Когда я выскочил из своей палатки, то увидел солдат, скачущих к селению. Я посмотрел в сторону палатки Чёрного Котла — перед ней на шесте развевался американский флаг. В этот момент солдаты со всех сторон открыли огонь... Мы пробегали мимо большого количества убитых мужчин, женщин и детей. Многие из них были скальпированы.
 Раненный в бедро, он был с примерно 100 выжившими, которые смогли пересечь равнины и добраться к индейским лагерям на реке Смоки-Хилл. Бент там был найден своим другом Эдмоном Герье, который сопроводил его на ранчо отца к реке Арканзас, где он поправился.
Братья Бент и мать Чарли Жёлтая Женщина присоединились к Воинам-Псам. В январе 1865 года Бент принял участие в первой атаке на Джулсберг, а затем с воинами совершал рейды на станции дилижансов и караваны. Он был и во второй атаке на Джулсберг, после чего ушёл на север с большей частью шайеннов, чтобы присоединиться к Красному Облаку на реке Паудер в Вайоминге. Прежде чем покинуть этот район, индейцы сожгли много домов и ранчо вдоль реки Саут-Платт, тысячи голов скота были угнаны, а десятки белых поселенцев убиты.
На протяжении всего 1865 года Джордж Бент сражался вместе с шайеннами против американских солдат. Он участвовал в сражениях при Мад-Спрингс и при Раш-Крик, в битве при Платт-Бридж 26 июля 1865 года, недалеко от современного города Каспер. Позднее он сражался с солдатами из экспедиции Коннора на Паудер-Ривер, сначала в трёхдневной битве при Бон-Пайл-Крик в августе, затем в нескольких боях на реке Паудер. Когда подполковник Джеймс Сойерс и капитан Джордж Уиллифорд вели переговоры, переводчиком со стороны индейцев был Джордж Бент. В октябре Бент с южными шайеннами ушёл на юг к реке Саут-Платт, где они захватили несколько караванов и атаковали путь дилижансов вдоль реки Смоки-Хилл. В конце декабря часть Воинов-Псов, включая Джорджа и Чарльза Бентов, присоединилась к общине избегавшего войны вождя Чёрного Котла. Джордж Бент участвовал в 27 военных кампаниях, но никогда не рассказывал много подробностей о своей личной роли в Индейских войнах. Позже он писал, что считал в этих столкновениях дикарями американских солдат, а не индейцев.

### Переводчик
Весной 1866 года Бент женился на Сороке, племяннице вождя Чёрного Котла. Когда представители индейских племён были приглашены на предварительное обсуждение мирного договора, он был переводчиком у группы Чёрного Котла. Бент приложил много усилий, чтобы убедить индейских лидеров сложить оружие. Он впечатлил американских военных и чиновников своими навыками ведения переговоров — с его помощью в 1867 году был подписан мирный договор у Медисин-Лодж между американскими властями и шайеннами и арапахо.
В 1868 году Бент был нанят правительством Соединённых Штатов в качестве переводчика сначала в форт Ларнед, а затем в недавно созданное индейское агентство, возглавляемое Бринтоном Дарлингтоном, первым американским индейским агентом шайеннов и арапахо. Он жил в резервации шайеннов и арапахо, недалеко от современного города Колони, и работал государственным американским служащим большую часть своей жизни.
Благодаря своим знаниям как европейско-американской, так и шайеннской культуры, Бент стал видным и влиятельным человеком в резервации. В течение первых нескольких лет он пытался умерить враждебность между двумя культурами. Ему доверяли и белые, и индейцы, он пользовался среди них заслуженным уважением. Бент полагал, что политика президента Улисса Гранта, в основу которой были положены христианизация индейцев и обучение их фермерству, позволит племени выжить. Действительность оказалась иной — обманываемые агентами шайенны и арапахо умирали от болезней и голода. Бент начал употреблять алкоголь, был уволен с работы, его влияние и репутация среди шайеннов и белых американцев снизились.

### Поздние годы
Последние 30 лет жизни Бент прожил на своей ферме в городе Колони, округ Уошито, Оклахома.
К 1901 году он бросил употреблять алкоголь, но его влияние на соплеменников в значительной степени исчезло, как и его прежнее процветание. Бент всячески стремился сохранить сведения об истории и культуре шайеннов, оказывая неоценимую помощь антропологам, писателям и историкам.
Встреча с антропологом Джорджем Бёрдом Гриннеллом была полезной для обоих. Гриннелл понял, что Бент, который говорил на двух языках, был грамотным и мог писать сносно на английском языке, будет неоценим для его исследований культуры шайеннов. Ранее он уже был информатором Джеймса Муни, но их сотрудничество продлилось недолго. Бент рассказал Гриннеллу, что он знал и помнил, и организовал интервью с другими шайеннами, чтобы они поделились информацией. В результате Гриннелл написал две книги — «Сражающиеся шайенны» и «Индейцы шайенны: их история и образ жизни».
Позднее он сотрудничал с Джорджем Элмером Хайдом. Хотя они никогда не встречались лично, Хайд и Бент стали близкими соратниками. Бент написал 340 писем Хайду между 1904 и 1918 годами. Благодаря этим письмам Хайд написал книгу «Жизнь Джорджа Бента: написанная из его писем». Хайд закончил книгу, но долго не мог найти издателя. В 1930 году он продал написанную им рукопись Денверской публичной библиотеке, лишь спустя много лет она была опубликована. Сотрудничество Хайда и Бента является основным источником для шайеннских войн 1860-х годов и последующих событий.
Джордж Бент умер 19 мая 1918 года в Уошите, штат Оклахома, во время пандемии испанского гриппа. Перед смертью он смог увидеть, как Джордж Гриннелл опубликовал книгу «Сражающиеся шайенны», которую антрополог написал с помощью Бента. В 1968 году была наконец-то опубликована книга Хайда «Жизнь Джорджа Бента: написанная из его писем», а в 2005 году Дэвид Фритьоф Халаас и Эндрю Эдвард Масич опубликовали книгу о Джордже Бенте под названием «Полукровка: замечательная правдивая история Джорджа Бента, оказавшегося между мирами индейца и белого человека».

### Статьи
- Faller, Lincoln B. Making Medicine against "White Man's Side of Story": George Bent's Letters to George Hyde (англ.) // American Indian Quarterly. — Lincoln, Nebraska: University of Nebraska Press, 2000. — Vol. 24, iss. 1. — P. 64—90. — ISSN 0095-182X. — JSTOR 1185991.